# Friedrich Griebel (Pfennigmeister)

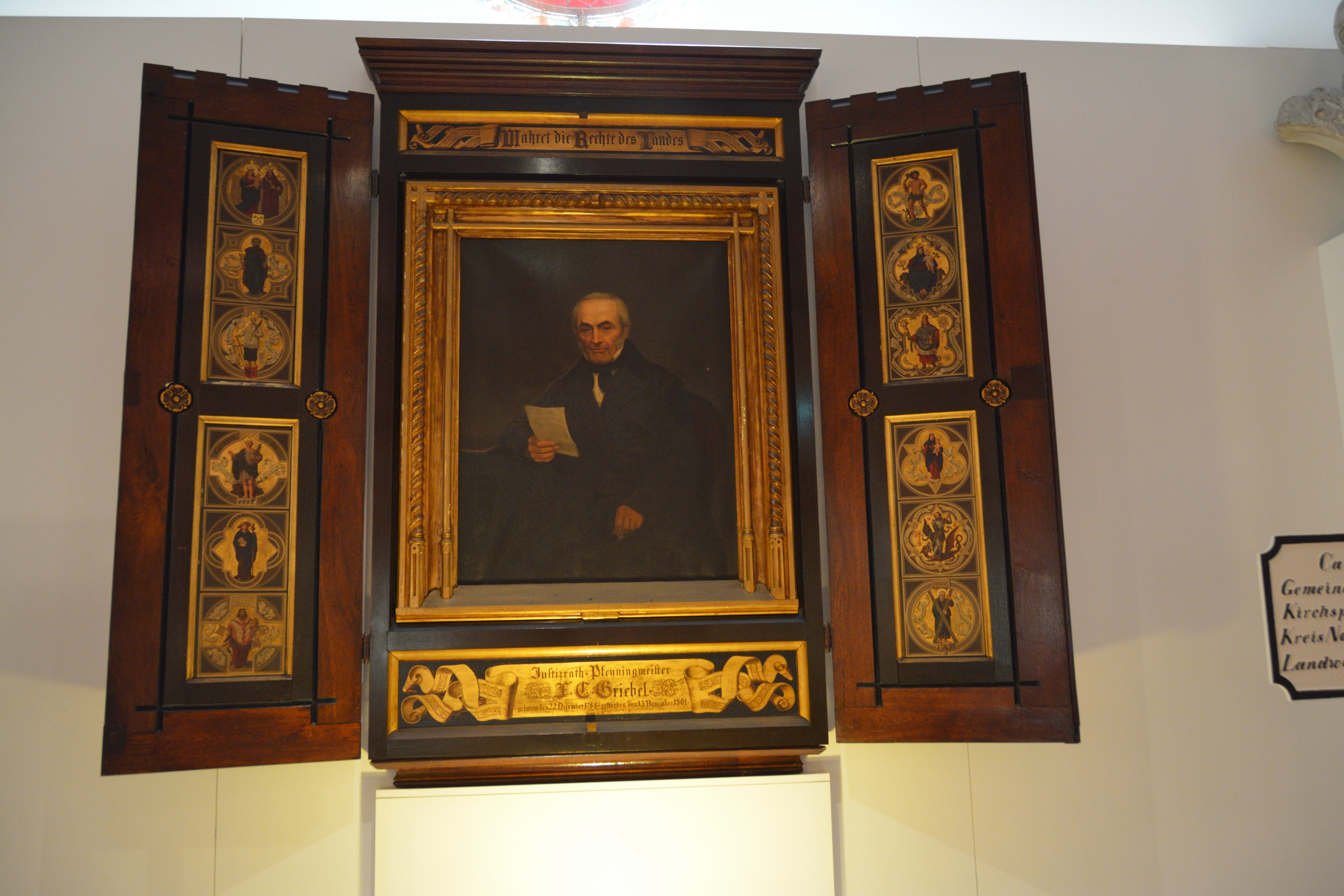
Schrein zur Erinnerung an Friedrich Griebel mit seinem von Otto Speckter gemaltem Porträt, Dithmarscher Landesmuseum

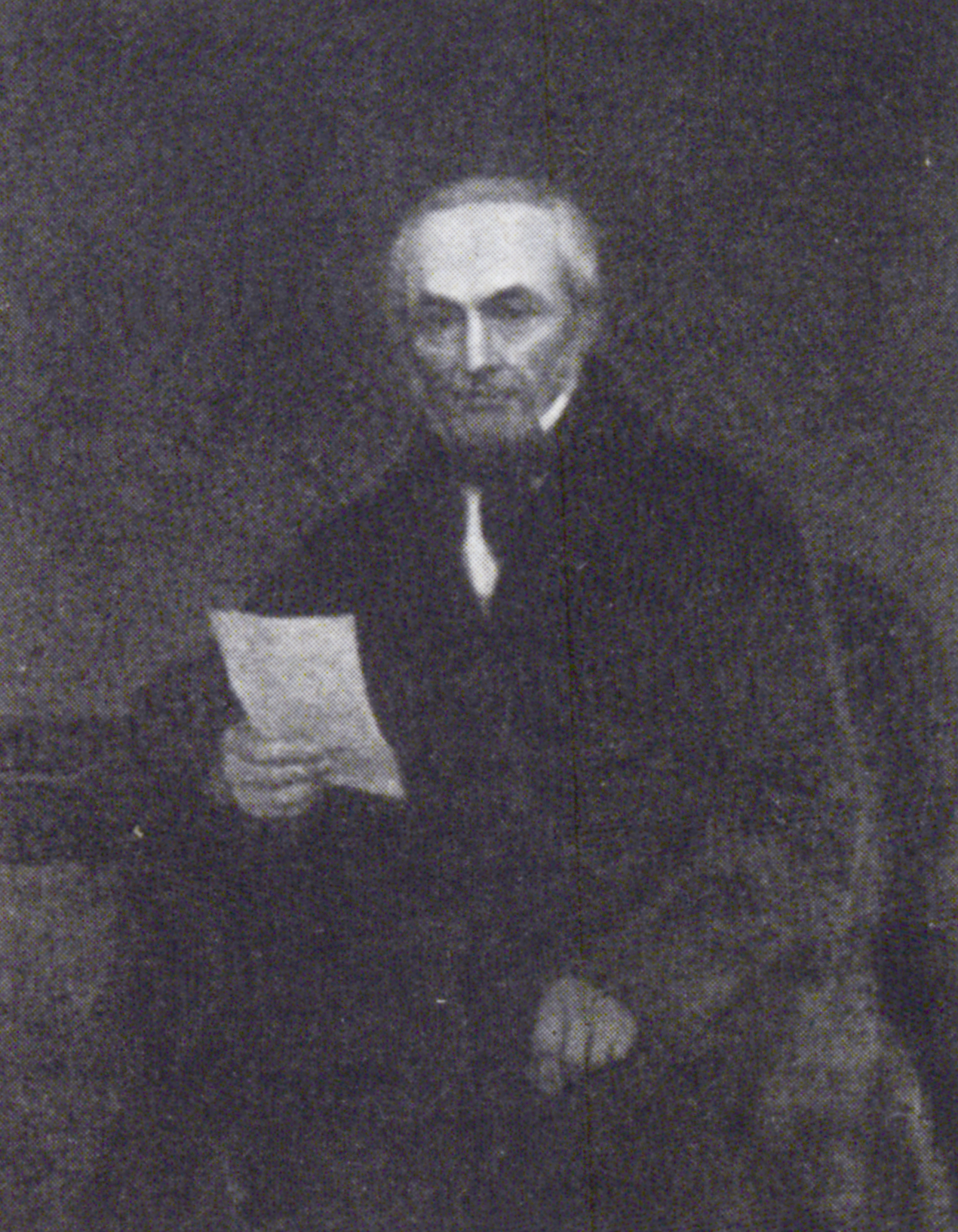
Friedrich Griebel, Porträt von Otto Speckter

Friedrich Carl Griebel (* 22. Dezember 1788 in Meldorf; † 13. November 1861 in Heide) war ein Pfennigmeister der Landschaft Norderdithmarschen. 

## Leben und Wirken
Friedrich Griebel war als Mitglied der Familie Griebel ein Sohn des Meldorfer Obergerichtsadvokaten Ernst Leopold Griebel (* 1. Januar 1740 in Meldorf; † 23. Juni 1807 in Meldorf) und dessen Ehefrau Beata Amalia, geborene Johannsen (* 1748; † 1788). Der Großvater mütterlicherseits war der Meldorfer Kirchspielvogt Johann Matthias Jakob Johannsen (1709–1756) und der Schwiegervater seines Bruders Anton (1782–1855), der 1813 dessen Stelle übernahm. Der zweite und älteste Bruder Leopold Matthias Griebel (1781–1858) arbeitete als Pastor.
Griebel besuchte die Meldorfer Gelehrtenschule und begann im Sommersemester 1806 ein Studium der Rechte an der Universität Kiel. Im Sommer 1809 bestand er am Glückstädter Obergericht die Examensprüfung. Danach lebte er als niedergelassener Advokat in Heide. Anschließend arbeitete er als Sekretär in der Verwaltung der Landschaft Norderdithmarschen. 1825 wählte ihn das Kollegium der Landesvorsteher zum Pfennigmeister. Als er das Amt übernahm, musste er aufgrund einer Vorschrift aus dem Jahr 1771 eine Kaution von 10.000 Reichstalern aufbringen. Die Regierung des Königs berief ihn gleichzeitig zum Inspektor der oktroyierten Köge. Das Landesvorsteherkollegium beauftragte ihn mit der Pflege des Schuld- und Pfandprotokolls.
Griebel übte seine Ämter untadelig und selbstbewusst aus und gelangte somit in der Landschaft zu großem Renommee. Der Landvogt als oberster Beamte des Königs versuchte zunehmend, seinen Kompetenzbereich zu vergrößern. Griebel gelang es trotzdem, sein Amt in der seit langem bestehenden Schlüsselposition in Norderdithmarschens Selbstverwaltung zu halten. Seit 1744 sollte der Landvogt den Vorsitz in der Landesversammlung übernehmen. De facto bereitete und leitete Griebel die Versammlungen weiterhin selbst.
Von 1852 bis 1863 amtierte der Landvogt Carl Nicolaus Diedrich Hansen, der die Befugnisse des Pfennigmeisters Griebel wie in Süderdithmarschen einschränken wollte. Daher eskalierte der Konflikt zwischen Griebel und dem königlichen Oberbeamten. Griebel wurde zu einer Symbolfigur der Landschaft, die ihre Selbstverwaltungsrechte bewahren wollte.
Zu Beginn einer Sitzung des Kollegiums der Landesvorsteher am 13. November 1861 hob der Landvogt hervor, dass ihm das Präsidiumsrecht zustehe. Außerdem beschwerte er sich zum wiederholten Mal, dass Eingaben, Kommissionsberichte u. ä. nicht bei ihm, sondern bei Griebel vorgebracht wurden. Danach erfolgte eine erregte Diskussion über Griebels Pflege des Schuldenprotokolls, dass er für die Eindeichung im Bereich des Norddeich-Schlüper Außendeichgelände führte. Griebel starb während dieser Debatte aufgrund eines Herzanfalls. Gemäß dem Sitzungsprotokoll lautete sein letzter Satz: „Wahret die Rechte der Landschaft!“. Nachdem die Presse darüber berichtet hatte, entwickelten sich diese letzten Worte als oft gewählter Aufruf während der letzten Jahre der Selbstverwaltung.
Die Landschaft Norderdithmarschen gab bei Otto Speckter ein Porträt Griebels in Auftrag und kam für dessen Kosten auf. Das Landesvorsteherkollegium brachte es in ihrem Sitzungssaal in einer Art Schrein hinter zwei Eichentüren an. Bei Sitzungen wurden die Türen zum Gedenken an Griebel altarähnlich geöffnet. Der Schrein befindet sich heute im Dithmarscher Landesmuseum.

## Familie
Am 26. März 1822 heiratete Griebel in Heide Louise Ernestine Johannsen (* 18. August 1797; † 24. März 1875 ebenda). Sie war eine Tochter des Norderdithmarscher Landvogts Christian Matthias Jakob Johannsen (* 24. Januar 1747 in Meldorf; † 20. August 1813 in Heide) und dessen zweiter Ehefrau Agneta Sophia Rahbek (* 18. November 1770 in Kopenhagen; † 11. Dezember 1837).
Das Ehepaar Griebel hatte zwei Töchter, die jung starben und den Sohn Theodor Griebel (1838–1875), der als Jurist bis nach dem Anschluss der Herzogtümer an Preußen als Politik führend in der augustenburgischen Bewegung agierte.